# Hydrae Cavus
L'Hydrae Cavus è una formazione geologica della superficie di Marte.